# Eva Rönström
Eva Rönström-Eriksson, née le 29 décembre 1932 à Stockholm et morte le 7 octobre 2021 à Nacka, est une gymnaste artistique suédoise. 

## Palmarès

### Jeux olympiques
- Melbourne 1956
  -  médaille d'argent aux exercices d'ensemble avec agrès portatifs par équipes

## Note et référence
1. ↑  (en) « Eva Rönström », sur olympedia.org (consulté le 30 octobre 2021)